# Andy Abraham
Andy Abraham (né le 16 juillet 1964) est un chanteur britannique. Il a été découvert et connu grâce à la première édition de l'émission X Factor.
Il est sous le label Sony BMG.

## Concours Eurovision de la chanson
Le 1er mars, il remporte la sélection nationale pour représenter le Royaume-Uni au Concours Eurovision de la chanson 2008, il chante la chanson Even if et se classe à la dernière place avec 14 points.

## Discographie

### Albums
| Année | Détails                                                                                             | Chart peak positions | Chart peak positions | Certifications        |
| Année | Détails                                                                                             | UK                   | IRE                  | Certifications        |
| ----- | --------------------------------------------------------------------------------------------------- | -------------------- | -------------------- | --------------------- |
| 2006  | The Impossible Dream (en) - Released: 20 mars 2006 - Label: Sony BMG - Format: CD, digital download | 2                    | 1                    | - : Disque de platine |
| 2006  | Soul Man (en) - Released: 13 novembre 2006 - Label: Sony BMG - Format: CD, digital download         | 19                   | 22                   |                       |
| 2008  | Very Best Of - Released: 19 mai 2008 - Label: Sony BMG - Format: CD, digital download               | -                    | -                    |                       |
| 2008  | Even If - Released: 2 juin 2008 - Label: B line Records - Format: CD, digital download              | -                    | -                    |                       |

### Singles
| Année | Titre                            | Chart positions | Chart positions | Album                     |
| Année | Titre                            | UK              | IRE             | Album                     |
| ----- | -------------------------------- | --------------- | --------------- | ------------------------- |
| 2006  | "Hang Up"                        | 63              | 14              | The Impossible Dream (en) |
| 2006  | "December Brings Me Back to You" | 18              | -               | Soul Man (en)             |
| 2008  | "Even If"                        | 67              | -               |                           |